# Vrå herrgård

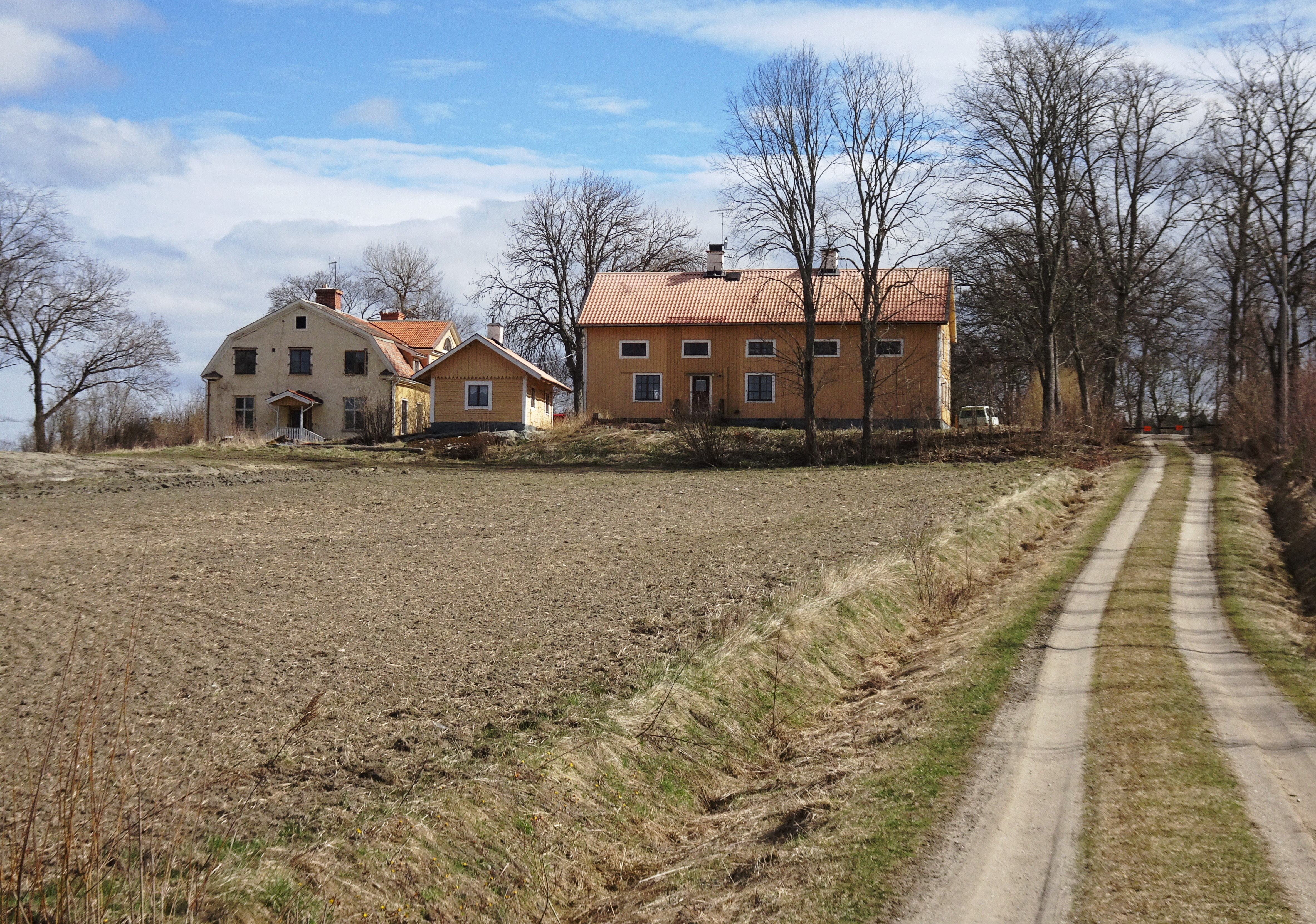
Vrå gård från väster, april 2017.

Vrå herrgård (äldre stavning Wrå gård) är ett tidigare säteri beläget strax väster om orten Norrvrå i Hölö socken, Södertälje kommun. Fyra sjöar ligger inom gårdens domäner: Kvarnsjön, Varvarn, delar av Aspen och delar av Långsjön. Naturskyddade grottor ligger vid gårdens mark intill Långsjön. Enligt kommunen utgör ”Vrå gård med sin innehållsrika bebyggelse som mangårdsbyggnader, ekonomibyggnader, statarlänga och allé en rik och kulturhistoriskt värdefull herrgårdsmiljö”.

## Historik

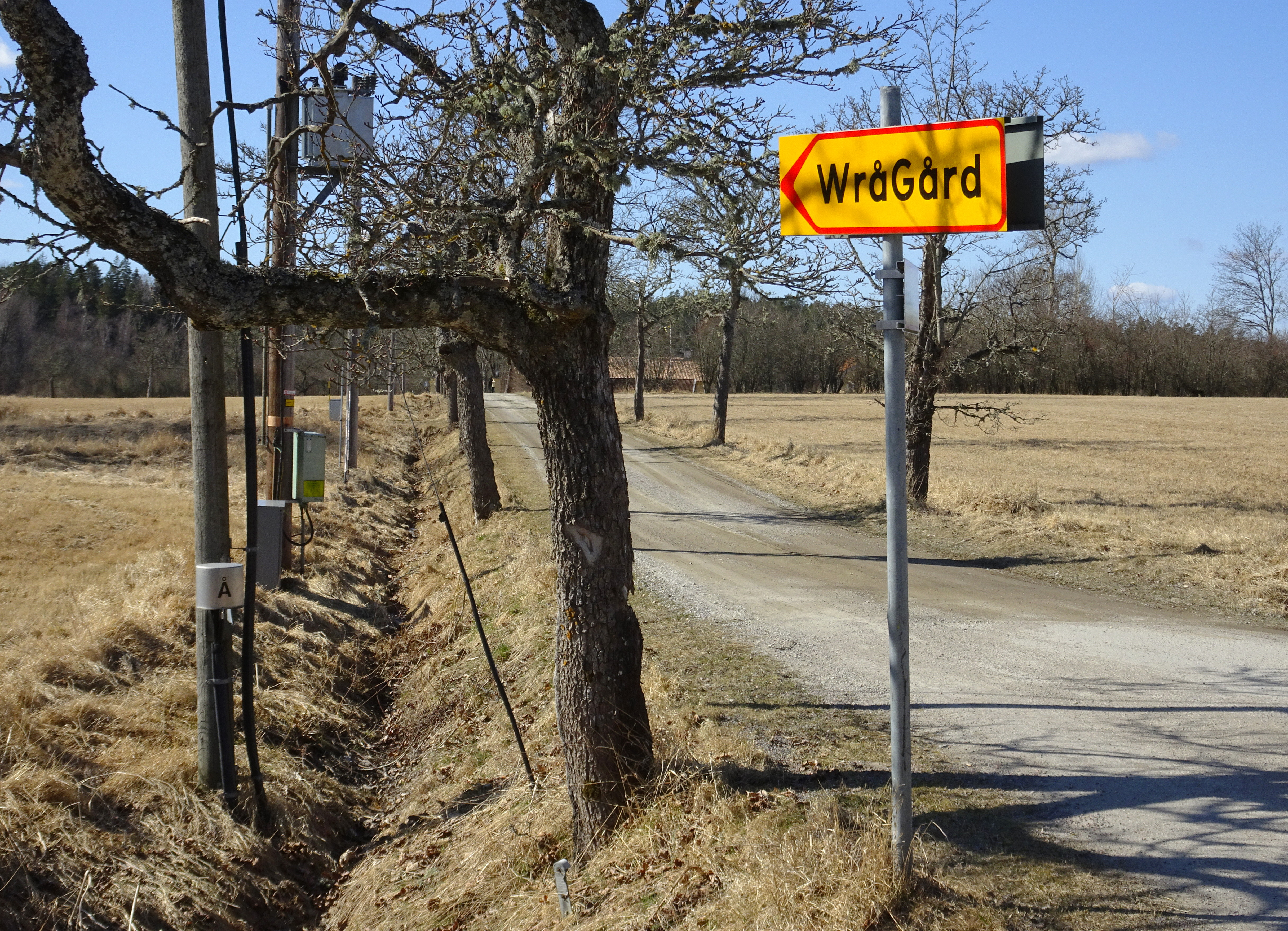
"Wrå gård" vägvisare.

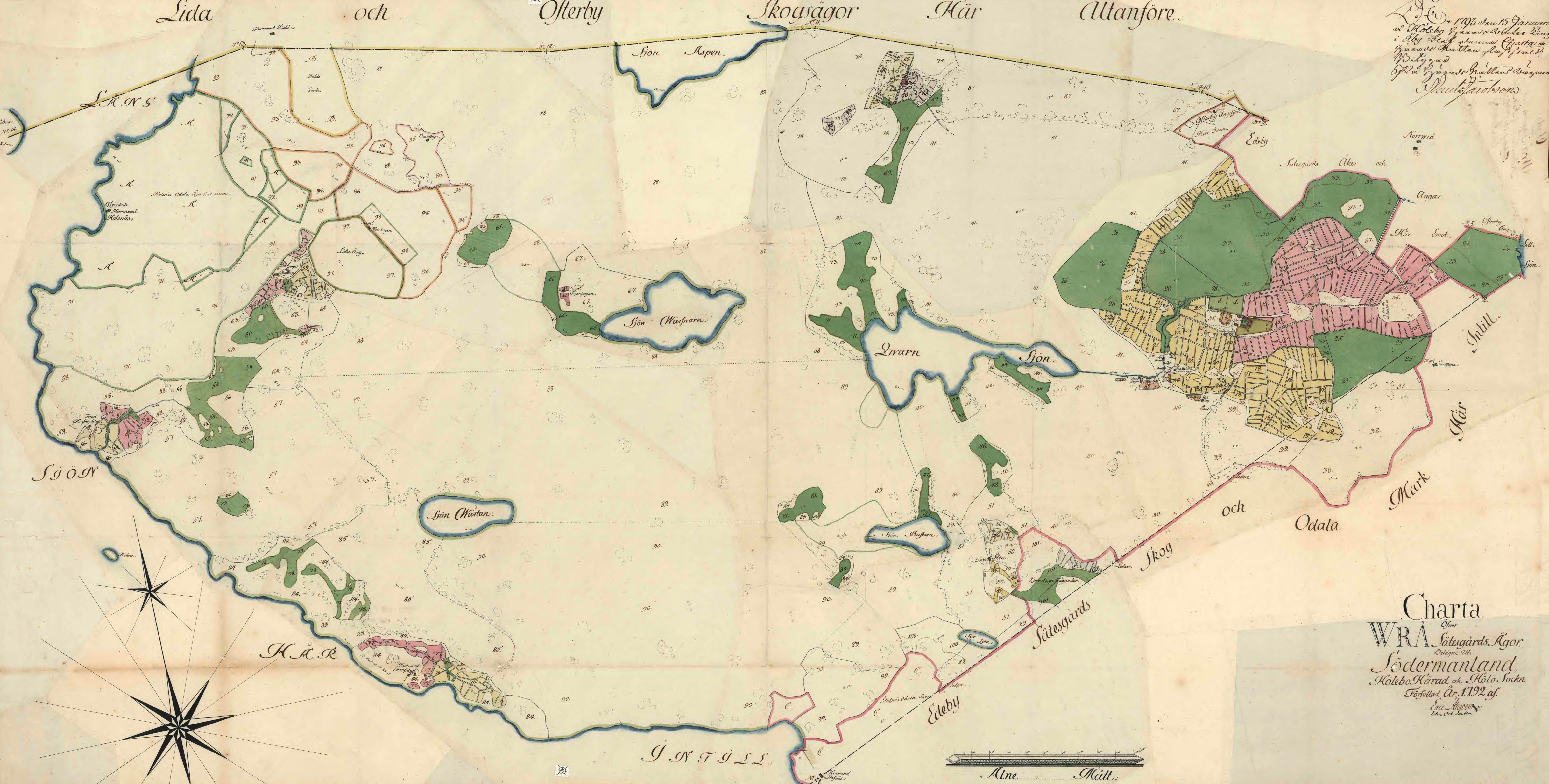
"Charta öfwer Wrå Sätesgårds Ägor uti Södermanland", 1792.

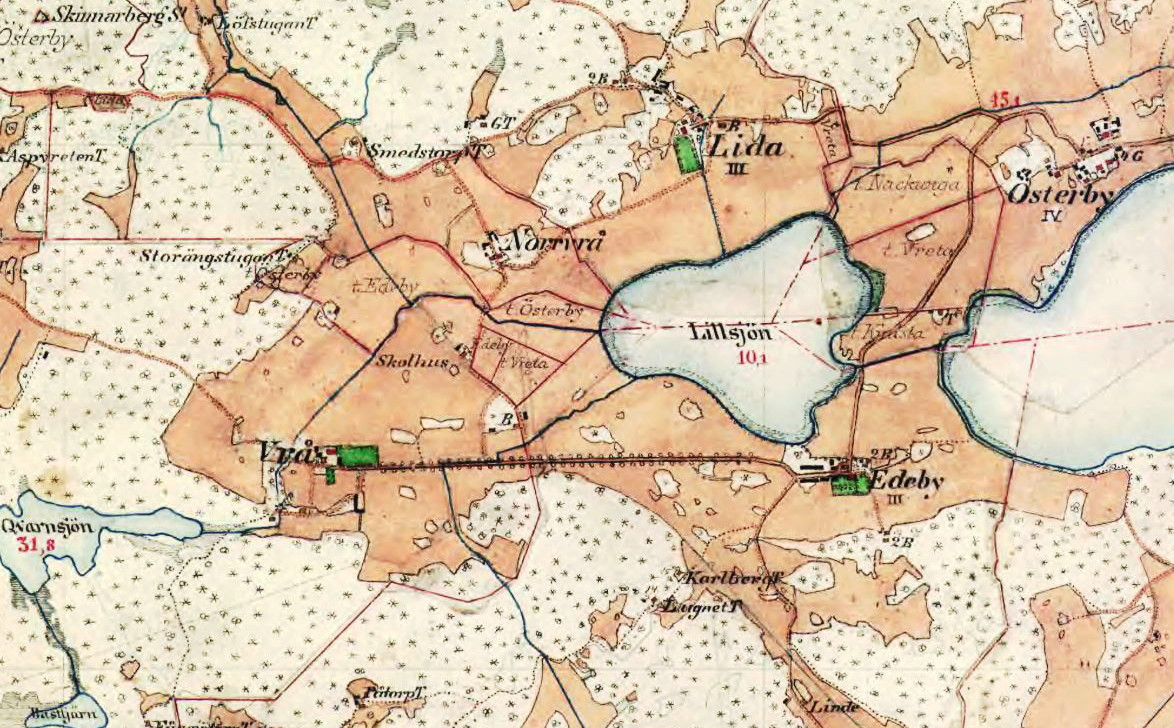
Lida, Edeby och Vrå på 1880-talet.

Platsen var bebodd redan på bronsåldern och vikingatiden som flera skålgropsförekomster och två fornborgar kan vittna om. Namnet Vrå antyder gårdens läge ”i en vrå”. Äldsta skriftliga dokument rörande Vrå är från 1401, därefter omnämns stället kontinuerligt. Under 1500-talet utgjordes gården av 2 mantal skattehemman. År 1617 förlänades egendomen till Hans Lodhe (eller Lode) samtidigt med bland annat granngården Edeby. Egendomen redovisas på den äldsta bevarade kartan över Södermanland från 1625, och betecknas där som "Königlicher Hof".
På 1640-talet ägdes Vrå av Lodhes änka Margareta von der Borsch. Någon gång före år 1661 blev Vrå säteri under familjen Lohde. År 1698 förvärvades Vrå och Edeby av Jesper Ehrencreutz, som då även ägde Ehrendahls bruk i Frustuna socken. Bland ägare under 1800-talets mitt märks kammarrådet Johan Didrik Croneborg (1766–1835). Hans hustru i andra gifte, Frederika Vilhelmina, född von Plomgren (1775–1850) medförde Vrå säteri i boet som sedermera inköptes av hennes far Anders Plomgren (1730–1803) och blev fideikommiss.
På en karta från 1792 framgår Vrås ägor och gårdens bebyggelse. Mangårdens huvudaxel är orienterad i ost-västlig riktning med fyra fristående flygelbyggnader i väster följd av en ladugårdsfyrkant, den senare stod ungefär där gårdens huvudbyggnad finns idag. På gårdstunet syns dessutom en spannmålsbod och en källare. Strax sydväst därom finns en mindre industri med såg- och mjölkvarn samt kalkbod, tegelugn, tegellada och boningshus för damfogden. Gårdens markinnehav var betydande. I väster sträckte sig gårdens areal till Långsjön och i öster vidtog Edebys egendom.
Under 1800-talets senare del skedde flera ägarbyten. 1923 blev Per Gottfrid Wahlgren (född 1872) ägare och 1924 flyttade kyrkoherden Janssons änka Anna in. Hon öppnade i huvudbyggnaden ett pensionat som drevs fram till 1945. Under pensionatstiden bodde familjen Wahlgren i flygelbyggnaden. Gården kom att ägas under flera generationer Wahlgren.
På Vrå pensionat vistades bland andra författaren Gunnar Ekelöf som beskrev stället som ”rena sextonhundratalet, en blandning av vanhävd och ålderdomlighet som inte är utan sin tjusning” och gästerna som ”några degenererade och pauvres-honteuxartade fröknar, obeskrivligt och groteskt fula och några landsortsherrar som tituleras Kapten o. d.”
Huvudbyggnaden moderniserades efter pensionatstiden på 1950-talet och utgör idag privatbostad. Mellan 1960 och 1990 var familjen Eriksson arrendator. För närvarande (våren 2017) låter en ny ägare (Karl Staffan Persson) renovera manbyggnaden.

## Bebyggelsen

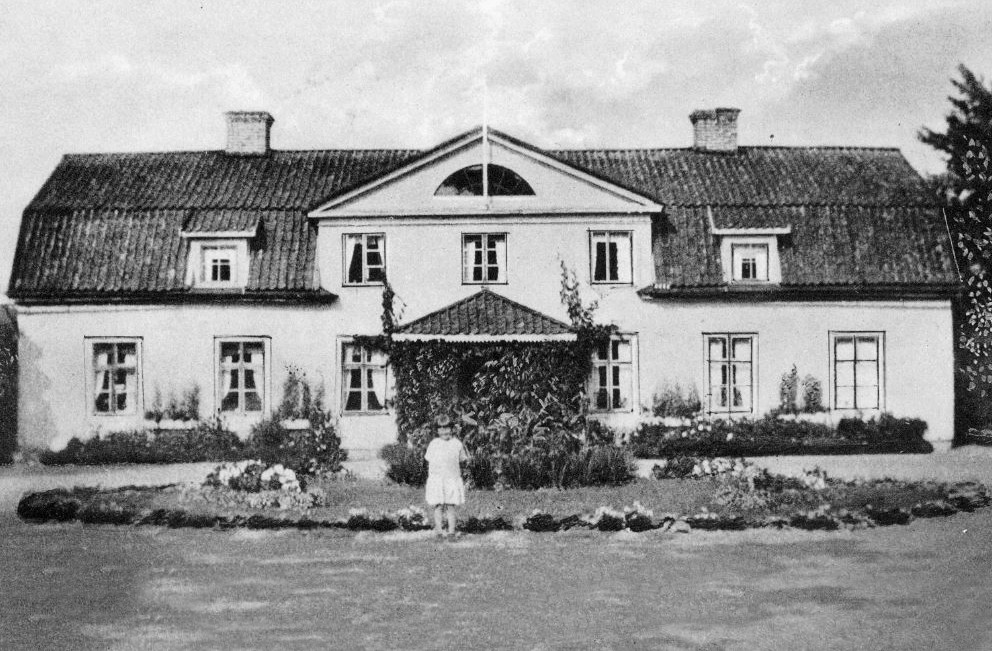
Huvudbyggnaden på ett äldre vykort.

Nuvarande huvudbyggnaden uppfördes 1831 men inte på exakt den plats och samma huvudaxel som den tidigare gårdsbebyggelsen. Mangården är ett gulfärgat envånings trähus med frontespis under ett valmat sadeltak. Huset flankeras av två flyglar i söder där den östra är numera garage och den västra användes tidigare som skola (idag privatbostad). Söder om mangården ligger flera välbevarade ekonomibyggnader och en statarlänga som är en rödfärgad tvåvåningsbyggnad i trä med flera lägenheter. Den uppfördes sannolikt under 1800-talets första hälft.
Öster om huvudbyggnaden ligger en fruktträdgård och i sydväst återfinns grundmurar efter en vattenkvarn som fick sitt vatten från Kvarnsjön. Under gården låg de tidigare dagsverkstorpen Fårsjötorp, Kärrstugan och Krustorp som är fortfarande bevarade.  Mellan Vrå och Edeby anlades en rak, trädplanterad allé som sedan 1915 delas av järnvägen (nuvarande Nyköpingsbanan).

## Verksamheter
Från 1860-talet och några årtionden framåt bröts marmor på Vrå men den var av för spröd och sprack vid bearbetningen. Vid gården fanns kalkugn och en vattenkvarn som drev en mjölkvarn och en såg. Vattenkraften togs från närbelägna Kvarnsjön vars utlopp var uppdämd på flera ställen. Till gården hörde även ett tegelbruk där enkupigt taktegel tillverkades. Idag används delar av markerna vid Vrå till vallodling.

## Bebyggelsen

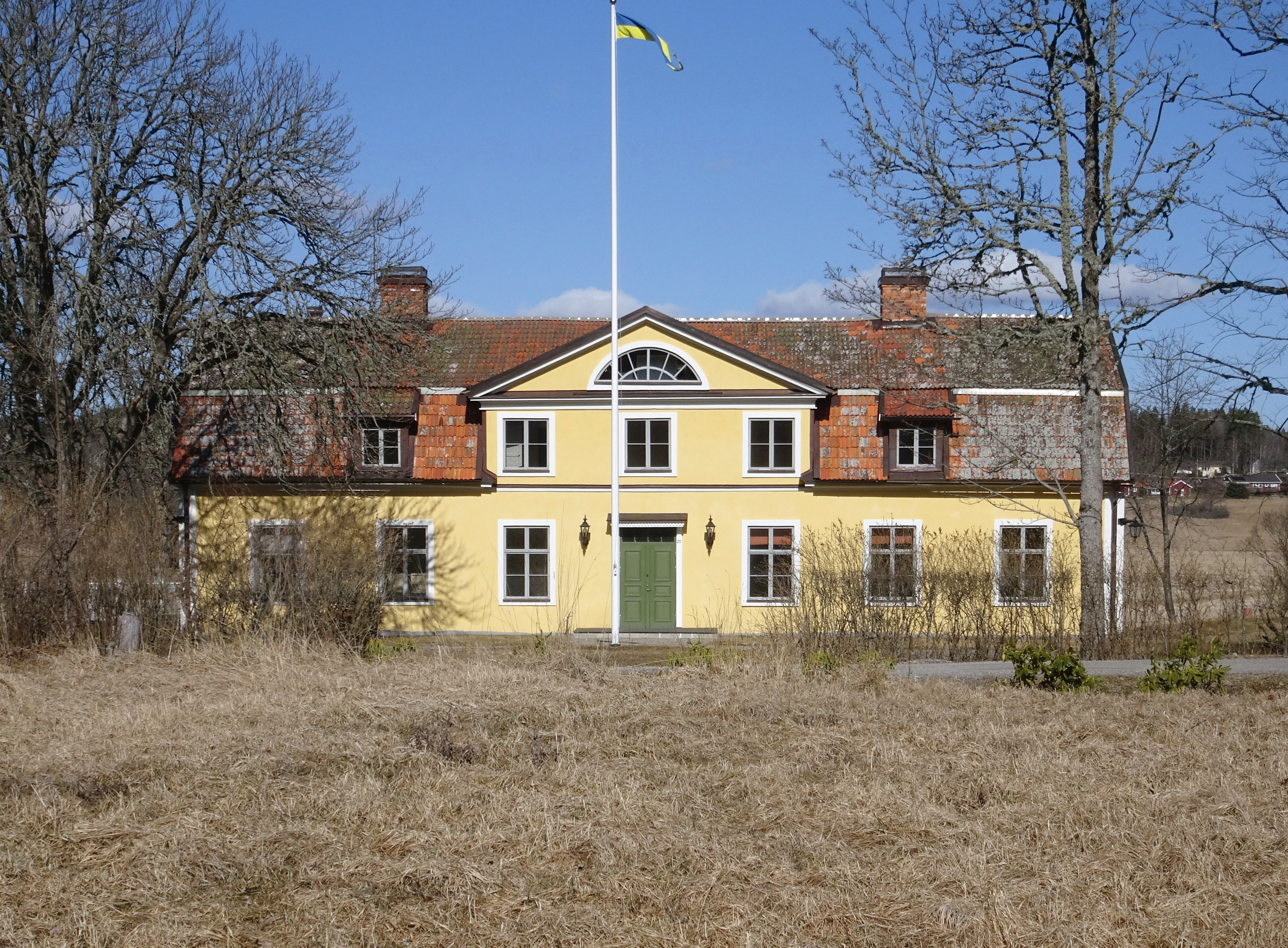
Huvudbyggnaden.
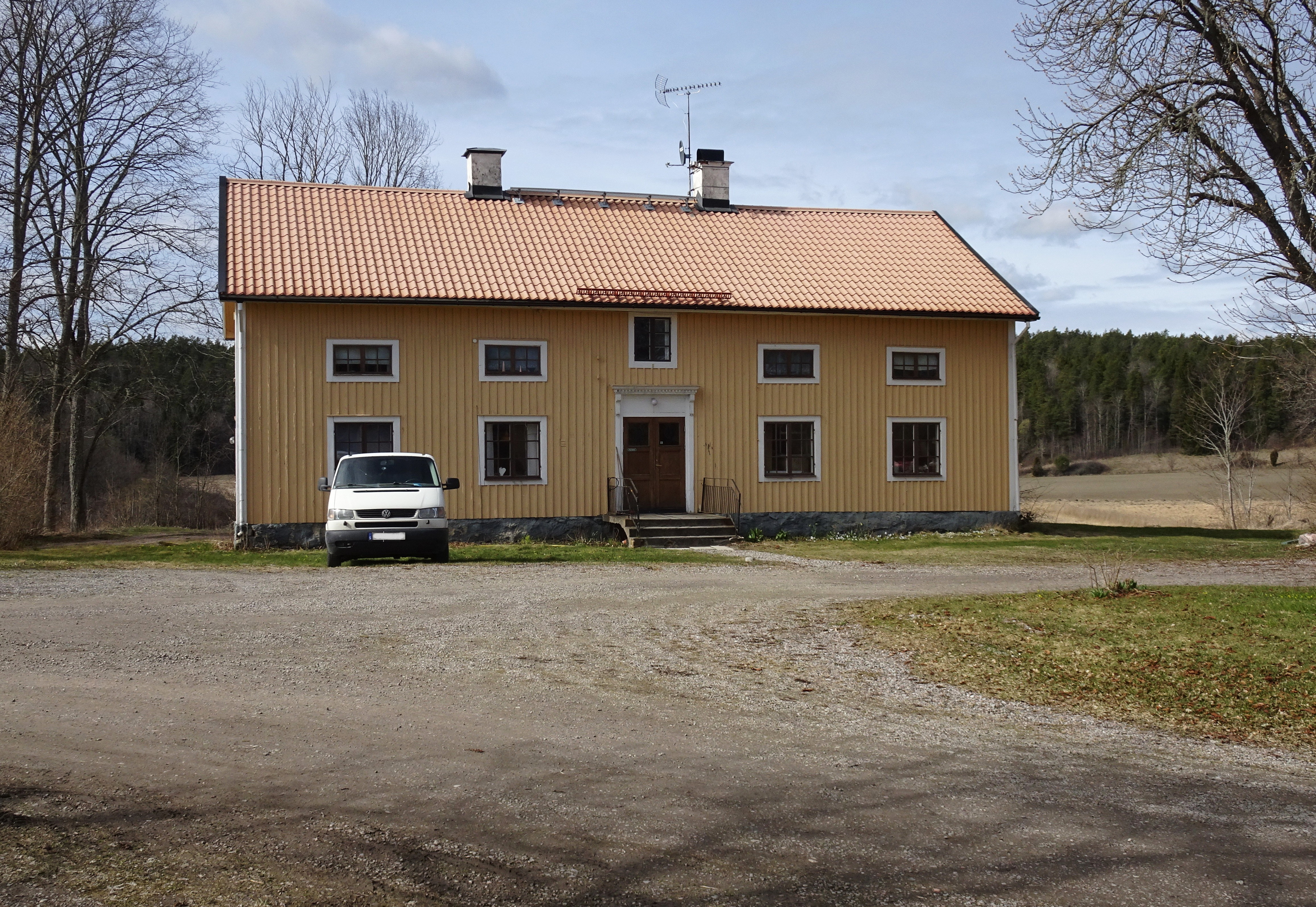
Västra flygeln.
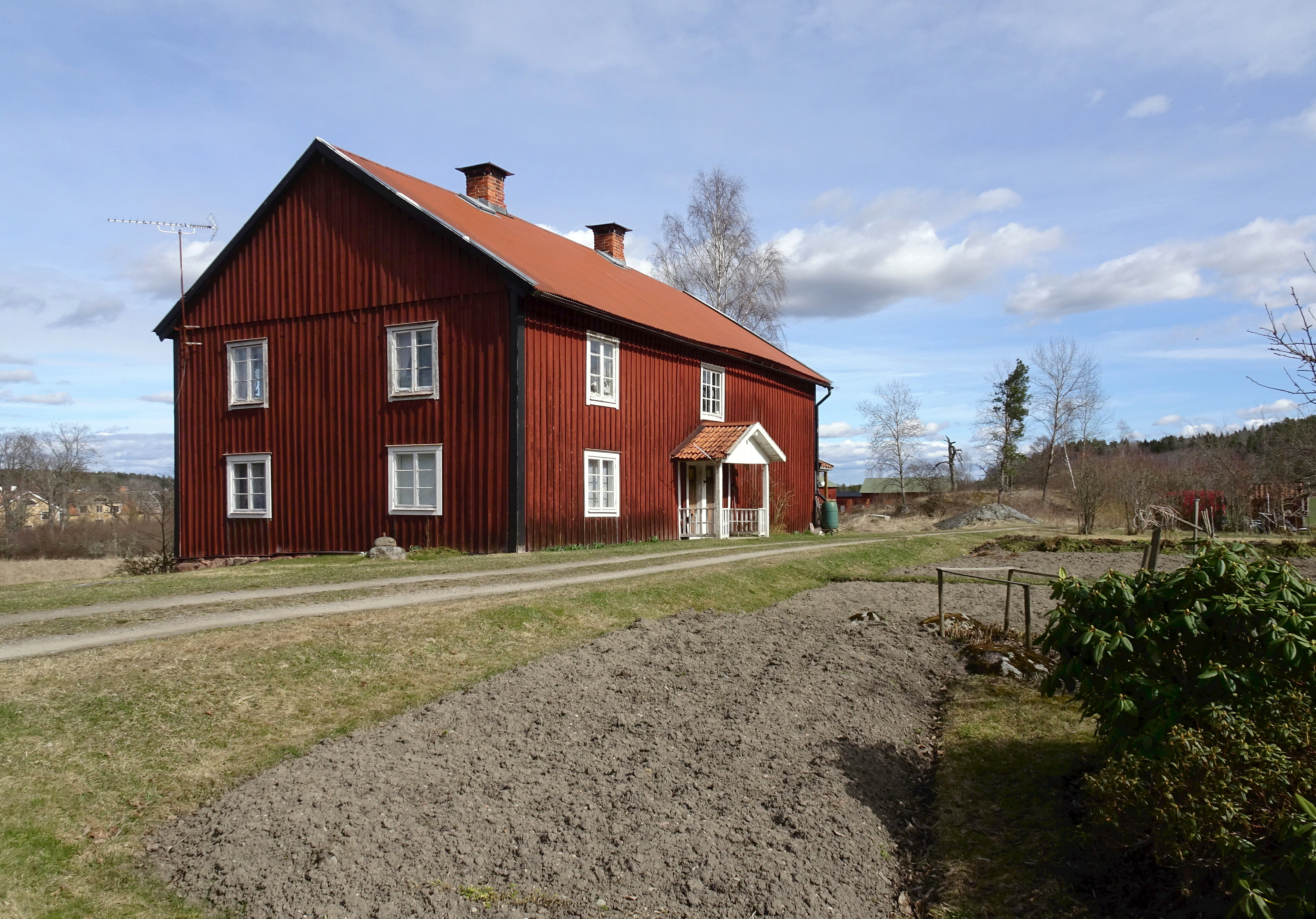
F.d. statarlängan.
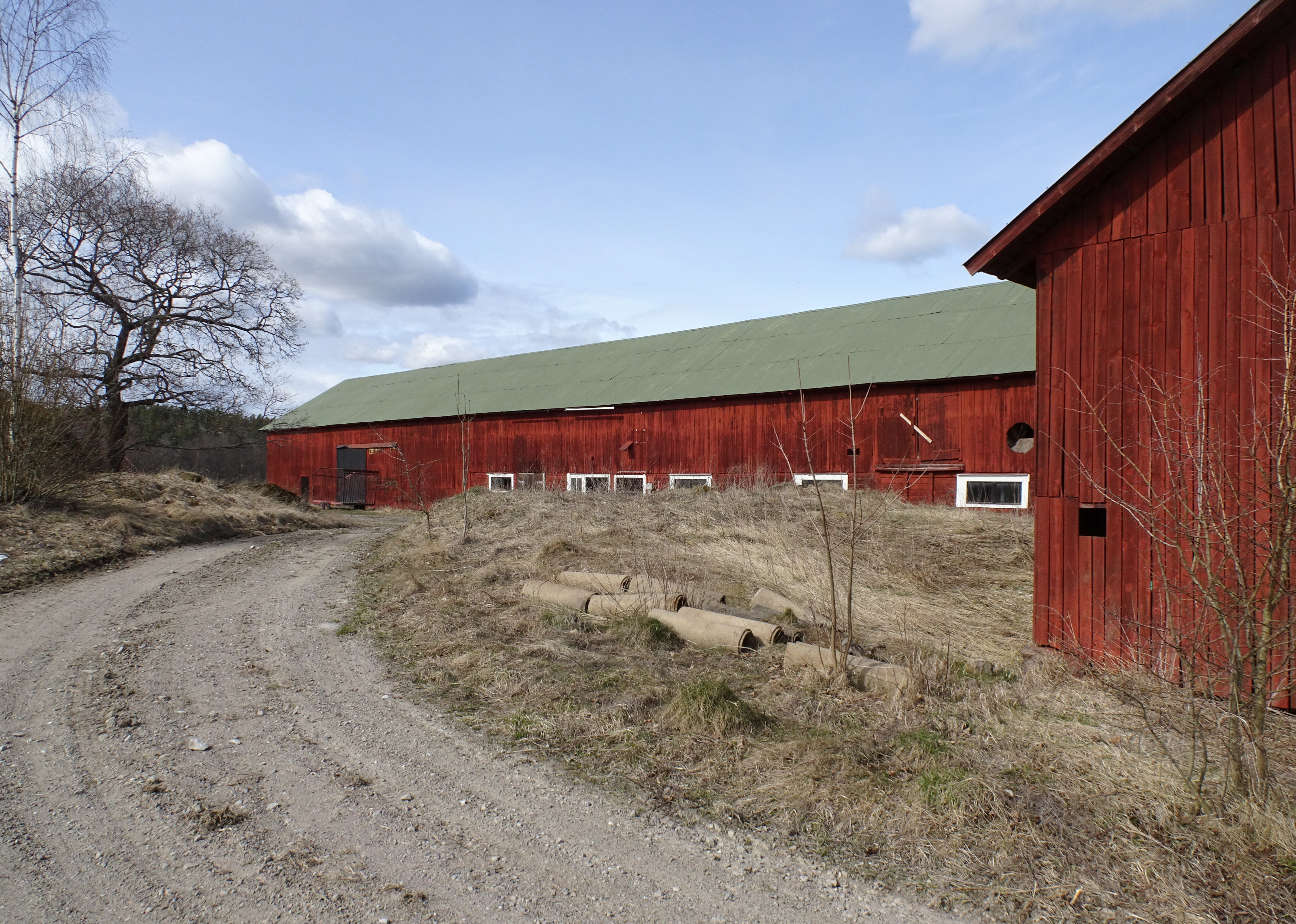
Ekonomibyggnader.

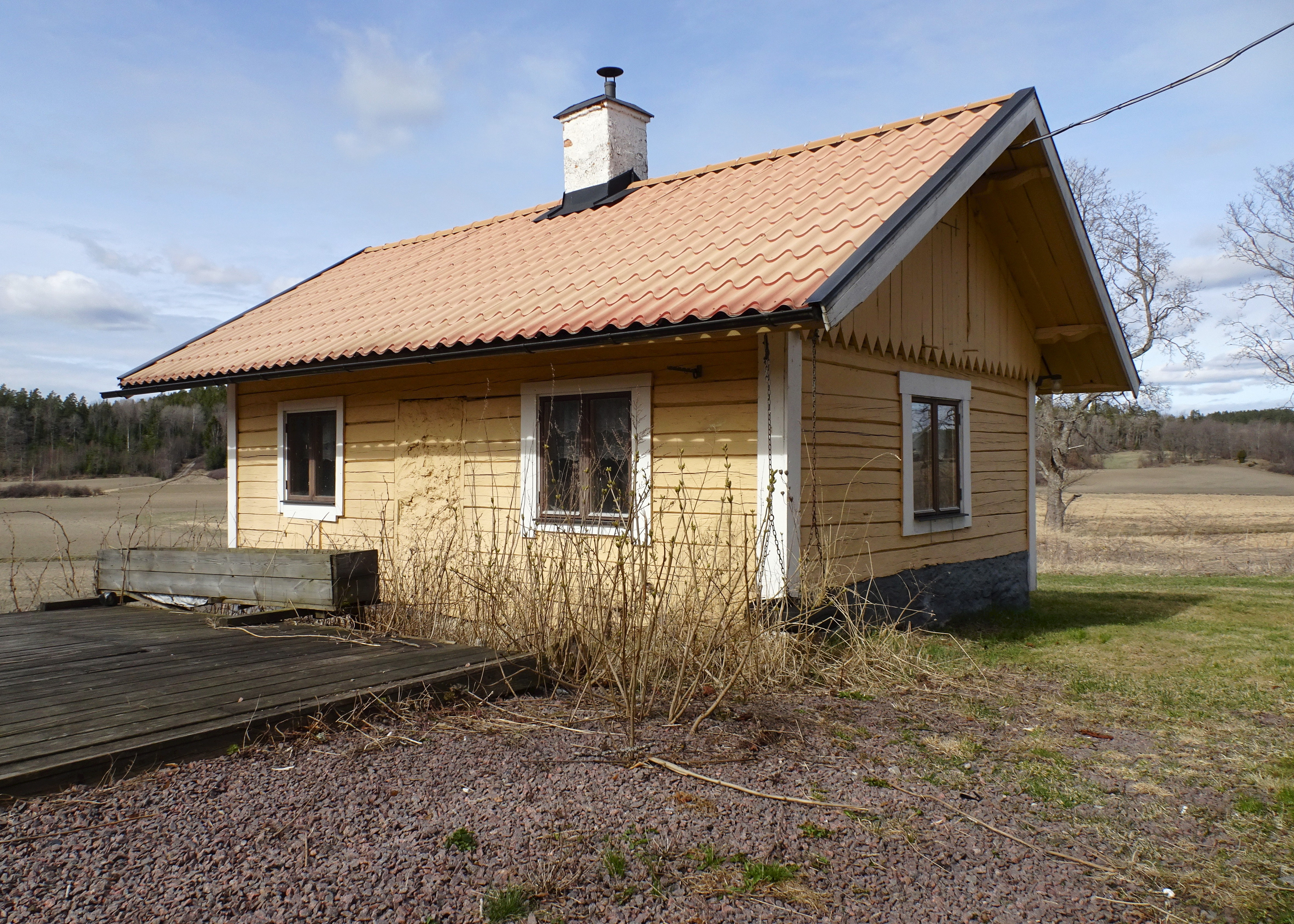
F.d. bostadshus.
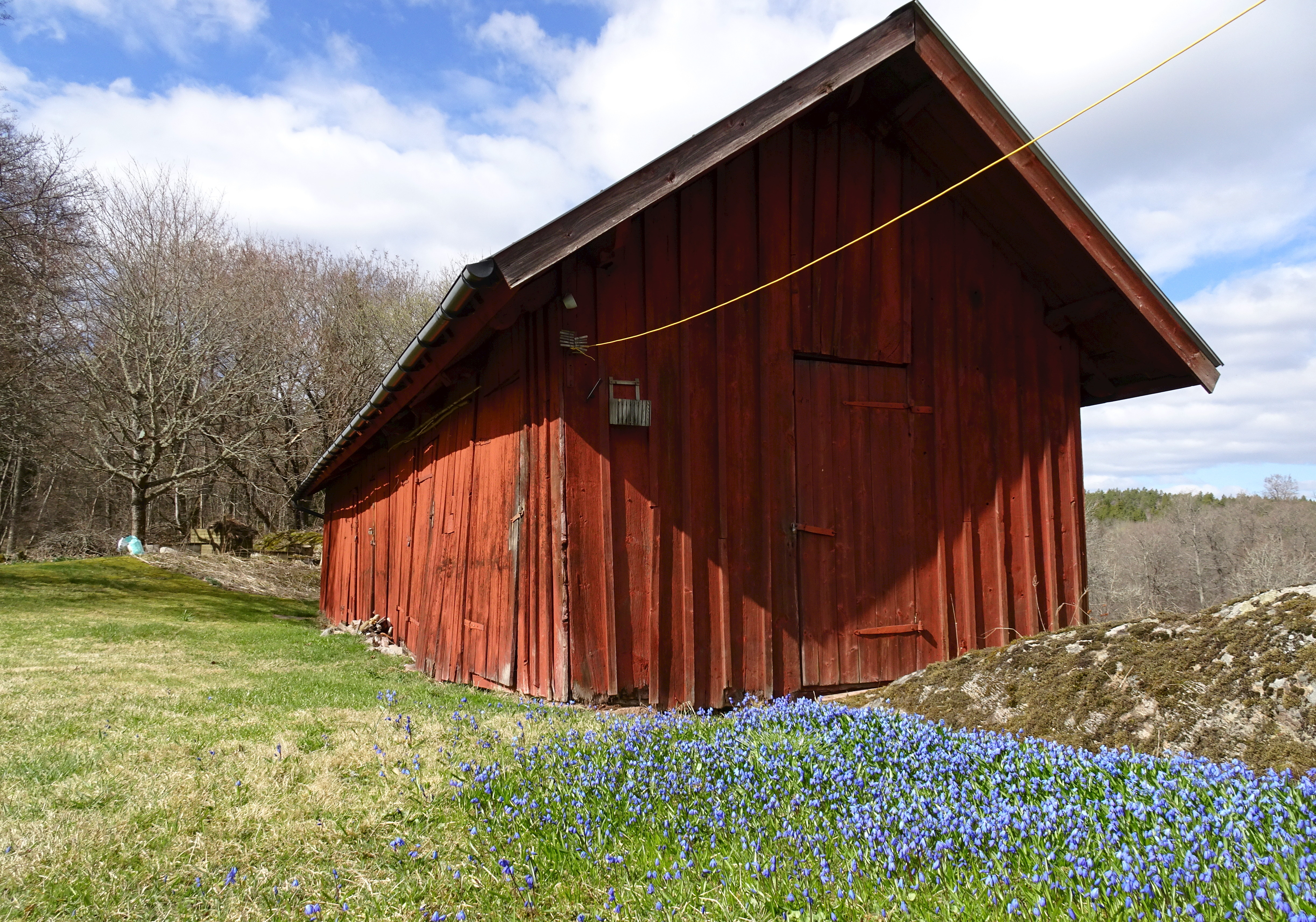
Lada.
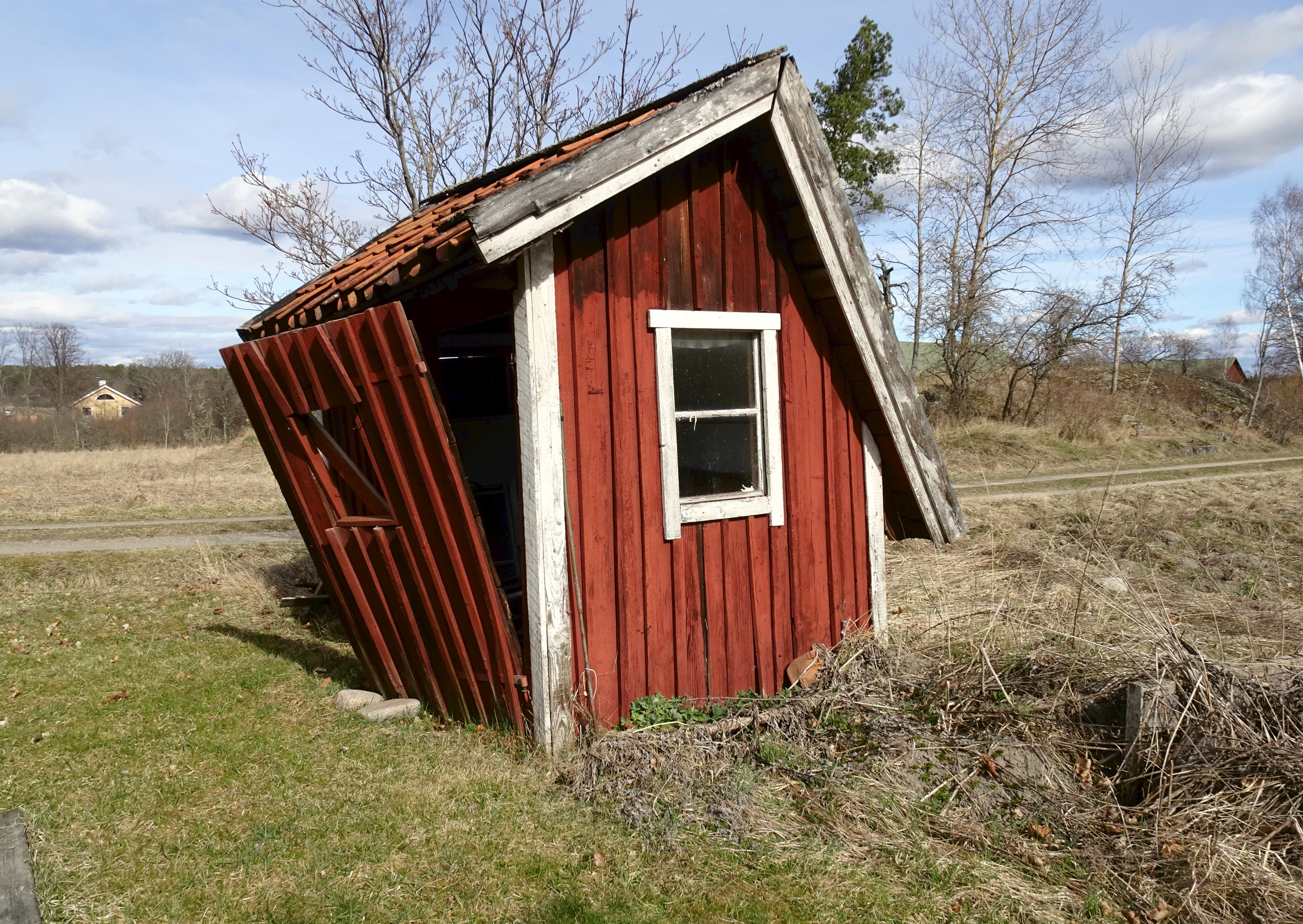
F.d. utedass.
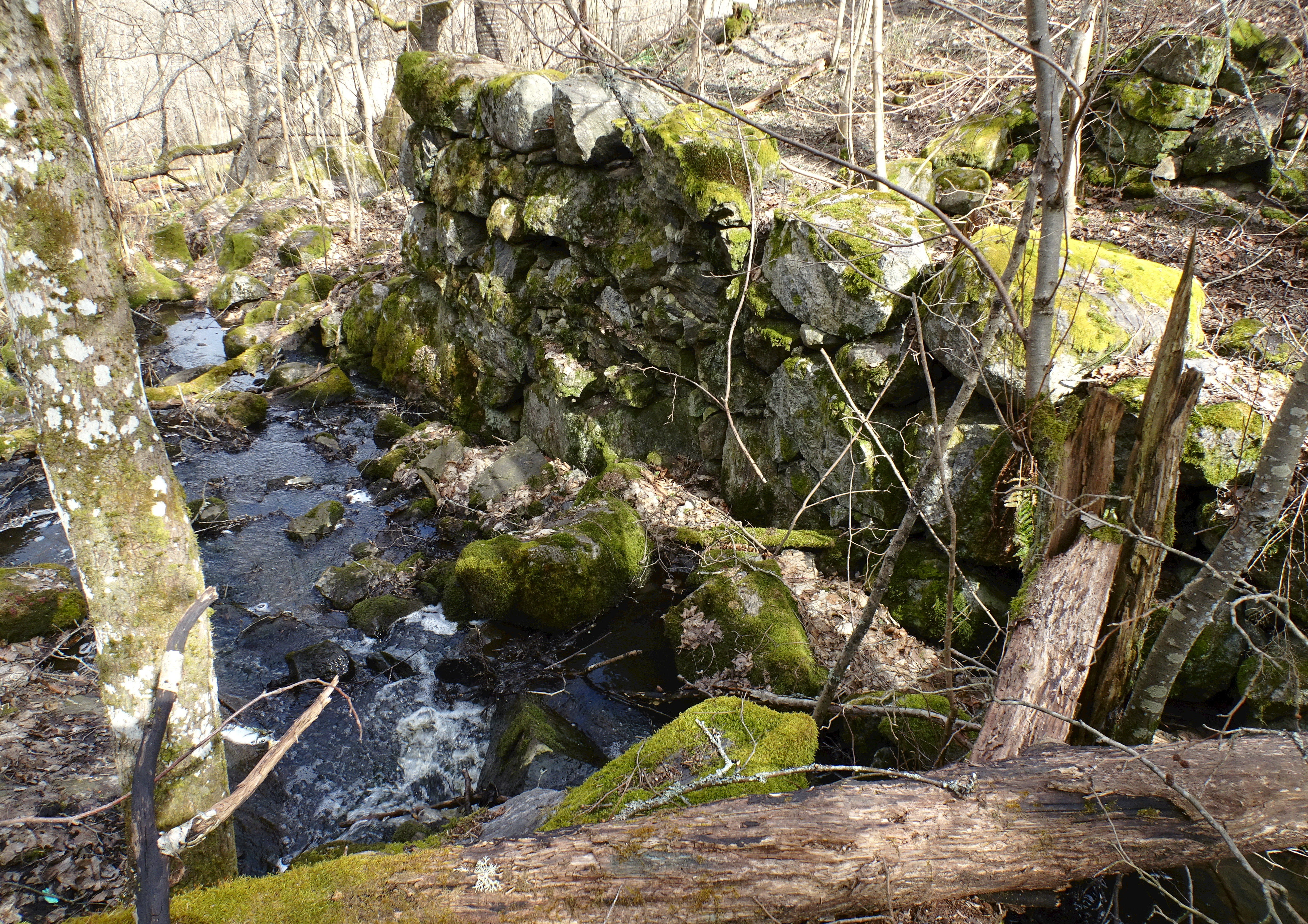
Kvarnruinen.